# EPEX SPOT

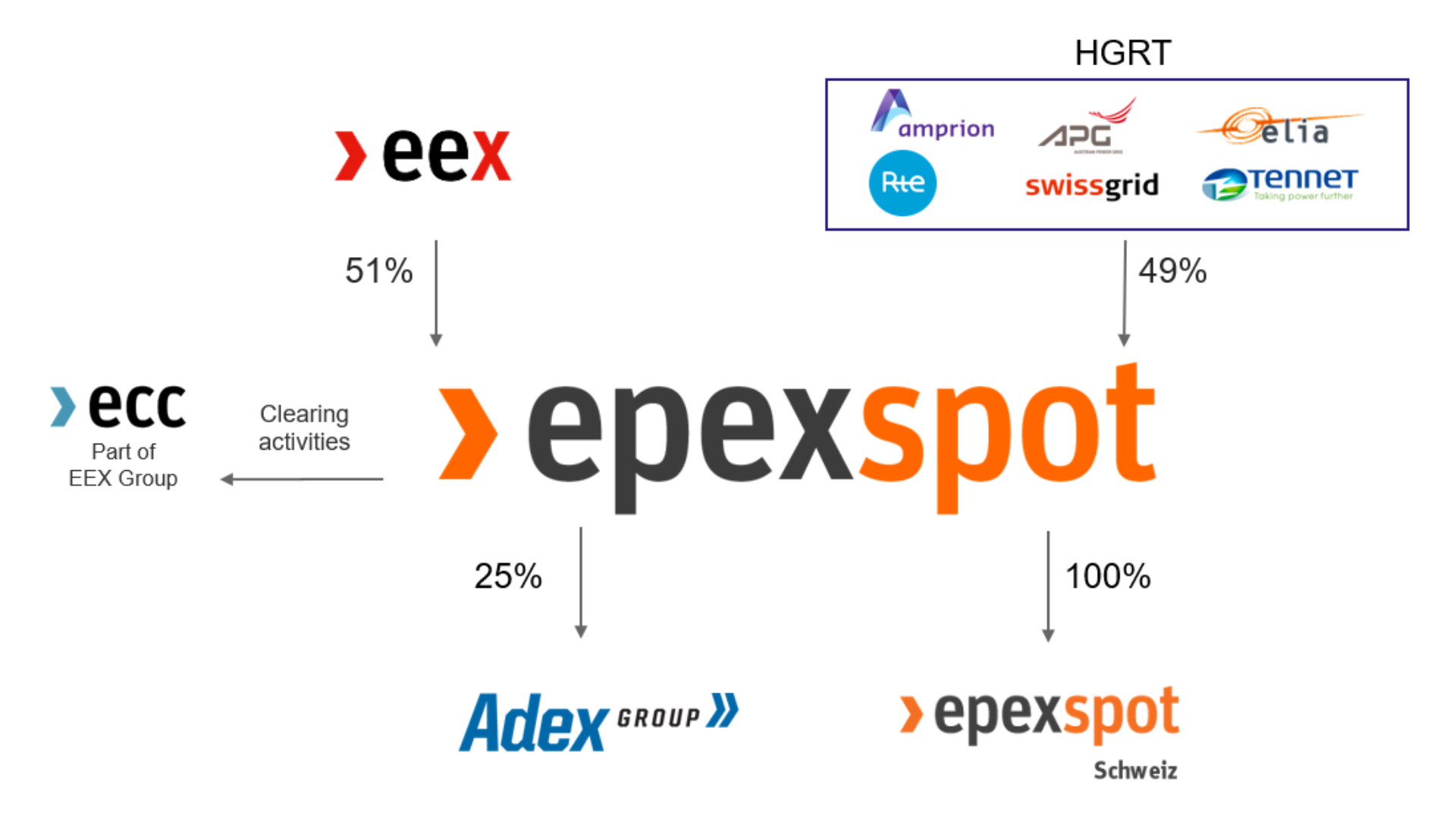
Shareholder der EPEX SPOT

Die europäische Strombörse EPEX SPOT SE (European Power Exchange) ist eine Börse für kurzfristigen Stromgroßhandel in Belgien, Dänemark, Deutschland, Finnland, Frankreich, Großbritannien, Luxemburg, den Niederlanden, Norwegen, Österreich, Polen, Schweden und der Schweiz.

## Überblick
EPEX SPOT SE ist eine europäische Gesellschaft mit Sitz in Paris (Frankreich) und Niederlassungen in Amsterdam (Niederlande), Berlin (Deutschland), Bern (Schweiz), London (Vereinigtes Königreich) und Wien (Österreich). Sie betreibt die Märkte für kurzfristigen Stromhandel in Belgien, Dänemark, Deutschland, Finnland, Frankreich, Großbritannien, Luxemburg, den Niederlanden, Norwegen, Österreich, Polen, Schweden und der Schweiz, wobei Deutschland und Luxemburg eine gemeinsame Preiszone bilden.
EPEX SPOT wurde 2008 durch den Zusammenschluss der Stromspotmärkte der Energiebörsen Powernext und European Energy Exchange (EEX) gegründet. EPEX SPOT wird zu 51 % von EEX AG und zu 49 % von den Übertragungsnetzbetreibern Amprion, APG, RTE, Elia, Swissgrid und Tennet durch die Holding HGRT gehalten.
EPEX SPOT ist einer der Projektpartner der europäischen Marktkopplung, auch Single Day-Ahead Coupling genannt. Dieses verbindet derzeit Märkte, die insgesamt 95 % des europäischen Stromverbrauchs abdecken. Zudem ist EPEX SPOT Dienstleister der serbischen SEEPEX, von der sie auch 25 % hält, der irischen SEMOpx sowie der ungarischen Strombörse HUPX und betreibt die 4M-Marktkopplung im Auftrag der slowakischen, der ungarischen und der rumänischen Börsen.
EPEX SPOT zählt über 300 Mitglieder und hat ungefähr 200 Mitarbeiter.
Im Jahr 2015 übernahm EPEX SPOT die APX Group, welche die kurzfristigen Strommärkte in Belgien (durch Belpex), den Niederlanden und dem Vereinigten Königreich betrieb.

## Unternehmensstruktur
EPEX SPOT SE ist ein Unternehmen mit einem zweigliedrigen Board-System. Die Anteilseigner von EPEX SPOT berufen einen Aufsichtsrat aus Akteuren des europäischen Energiesektors, die den Vorstand wählen und die Unternehmensstrategie genehmigen. Die Schaffung des Aufsichtsrats erleichtert EPEX SPOTs Arbeit an der Integration des europäischen Strommarktes und zollt den zunehmenden Kooperationen auf europäischer und internationaler Ebene Tribut.
Der Börsenrat der EPEX SPOT, zusammengesetzt aus Marktteilnehmern, sichert als zweites Organ die Qualität der Regeln der Unternehmensführung. 26 Mitglieder und vier permanente Gäste, die sich vierteljährlich treffen, bilden die Wirtschaftskreise und Unternehmensprofile unter den Börsenmitgliedern ab: Sie umfassen Stromhandelsunternehmen, Übertragungsnetzbetreiber, Regionalversorger und Finanzdienstleister sowie gewerbliche Verbraucher und Vertreter der Wissenschaft.
EPEX SPOT hält eine 100%ige Tochtergesellschaft in der Schweiz, die EPEX SPOT Schweiz AG.

## Handel
2020 betrug das Volumen des auf den EPEX SPOT-Märkten gehandelten Stroms 615 Terawattstunden (TWh).

### Day-Ahead-Märkte
EPEX SPOT betreibt die Day-Ahead-Strommärkte für Belgien, Dänemark, Deutschland, Finnland, Frankreich, Großbritannien, Luxemburg, die Niederlande, Norwegen, Österreich, Polen, Schweden und die Schweiz. Diese Märkte funktionieren über eine blinde Auktion, bei der einmal pro Tag aggregierte Angebots- und Nachfrage-Kurven gekreuzt und auf diese Weise anonym, transparent und sicher Preise ermittelt werden. Börsenmitglieder geben ihre Gebote in ein Orderbuch ein. Im nächsten Schritt berechnet EPEX SPOT die Angebots- und Nachfragekurven und einen Marktpreis für jede Stunde des darauffolgenden Tages. Die Ergebnisse werden ab 9.30 Uhr GMT (Großbritannien), 11.10 Uhr (Schweiz) und ab 12.55 Uhr (alle anderen Märkte) veröffentlicht.
EPEX SPOT betreibt zudem den französischen Kapazitätsmarkt.

### Marktkopplung
Bis auf den Day-Ahead Markt von Großbritannien und der Schweiz sind alle Day-Ahead Märkte der EPEX SPOT Teil der Europäischen Marktkopplung Single Day-Ahead Coupling. Dieses verbindet die Märkte von 27 Ländern durch einen Preiskopplungsmechanismus, um die Nutzung grenzüberschreitender Kapazitäten zwischen diesen Ländern zu optimieren und dadurch die volkswirtschaftlichen Gewinne auf allen Märkten zu steigern. Insgesamt bilden die beteiligten Länder 95 % des europäischen Stromverbrauchs ab.

### Intraday-Märkte
EPEX SPOT betreibt darüber hinaus Intraday-Strommärkte für Belgien, Dänemark, Deutschland, Finnland, Frankreich, Großbritannien, Luxemburg, die Niederlande, Norwegen, Österreich, Schweden und die Schweiz. Die Intraday-Märkte funktionieren über einen kontinuierlichen Handel: Gebote der Handelsteilnehmer werden laufend in das Orderbuch eingegeben. Sobald zwei Gebote kompatibel sind, werden sie ausgeführt. Gehandelt werden kann bis zu 5 Minuten vor Lieferung. Das von EPEX SPOT genutzte Handelssystem, M7 (ComXerv), ermöglicht gleichzeitige grenzüberschreitende Transaktionen an der Börse und am OTC-Markt. Die Intraday-Märkte der EPEX SPOT sind, ausgenommen von der Schweiz und von Großbritannien, Teil der pan-europäischen Marktkopplung Single Intraday Coupling.
15-Minuten-Kontrakte, 30-Minuten-Kontrakte und Intraday-Auktionen
Im Dezember 2011 startete auf dem deutschen Intraday-Markt der Handel mit 15-Minuten-Kontrakten. Diese erleichtern den Handel mit Strom aus intermittierenden Quellen und können besser innerstündliche Fluktuationen in Produktion und Verbrauch modellieren. Seit dem Start des Schweizer Intraday-Markts im Juni 2013 werden 15-Minuten-Kontrakte auch in der Schweiz angeboten, der belgische und niederländische Markt folgten in 2018. 30-Minuten Kontrakte sind seit 2017 in Deutschland, Frankreich und der Schweiz verfügbar. Im Dezember 2014 wurde die 15-Minuten-Auktion auf dem deutschen Intraday-Markt eingeführt, um ein zuverlässiges Preissignal auf Viertelstundenbasis bereitzustellen. Die täglich um 15 Uhr stattfindende Auktion ist für Bilanzkreisverantwortliche ein Instrument, um ihre Portfolios während Vorhersageabweichungen und Produktionsrampen auf einer 15-Minuten-Basis anzupassen. Das so entstehende Preissignal gibt Flexibilität einen Wert und fördert Systemstabilität. Seit 2018 bietet EPEX SPOT auch Intraday-Auktionen in Großbritannien. an, seit 2019 auch in der Schweiz sowie seit 2020 ebenfalls in Belgien, Frankreich, den Niederlanden und Österreich.

## Zusammenschluss mit APX Group
Im April 2015 gaben EPEX SPOT und APX Group bekannt, ihre Unternehmen zu integrieren. Ziel ist die Schaffung einer Strombörse für Zentralwesteuropa (CWE), welche die Länder Belgien, Deutschland, Frankreich, die Niederlande, Österreich, die Schweiz und das Vereinigte Königreich umfasst. Durch den Zusammenschluss von EPEX SPOT und APX Group wurden Handelsbarrieren zwischen ebendiesen Ländern abgebaut. Marktteilnehmer profitieren von harmonisierten Handelssystemen, einem Regelbuch und einem Zulassungsprozess für die gesamte Region, was zu geringeren Transaktionskosten führt und Markteintrittsschranken abbaut. Des Weiteren erhalten Marktteilnehmer einen Zugang zu einer breiteren Produktpalette und profitieren vom Zusammenschluss durch hohe Standards und einen zuverlässigen Kundenservice. Die Integration von EPEX SPOT und APX Group unterstützt die Schaffung eines europäischen Strommarkts und steht somit vollständig in Einklang mit dem Europäischen Regulierungsrahmen für Strom. Seit dem 31. Dezember 2016 agieren alle Mitgliedsfirmen der ehemaligen APX Group unter dem Namen der EPEX SPOT.

## Vergehen und Zwischenfälle
Die Europäische Kommission verhängte im März 2014 in einem Kartellvergleichsverfahren eine Geldbuße in Höhe von insgesamt 3,65 Mio. Euro gegen EPEX SPOT wegen verbotener Absprachen mit der norwegischen Energiebörse Nord Pool Spot zu einer nicht miteinander konkurrierenden Marktaufteilung im Europäischen Wirtschaftsraum (EWR).
Bei der EPEX Spot Dayahead Auktion für den 26. Juni 2024 gab es ein technisches Problem im Handelssystem, das im vorgesehenen Zeitrahmen nicht behoben werden konnte. Die länderübergreifende Kopplung der Auktion entfiel „teilweise“. Günstiger Strom insbesondere aus Kernkraftwerken in Frankreich wurde nicht für alle anderen Strommärkte berücksichtigt. Daraufhin griffen in Deutschland, Österreich und anderen Märkten in den sonnen- und windschwachen Stunden die Angebote der teueren Gaskraftwerke, die dann nach den Merit-Order-Regeln den Stundenpreis bildeten. Für diese Stunden stiegen die Strompreise bis zum Zehnfachen des sonst üblichen Preises. Konkret betroffen waren Kunden dynamischer Stromtarife, deren Strompreise direkt an die Preise der Dayahead-Aktion gekoppelt sind. EPEX SPOT sichert bezüglich dieses Vorfalls eine gründliche Analyse und engen Kontakt mit den nationalen Regulierungsbehörden zu.